# Cesare Damiano
Pour les articles homonymes, voir Damiano.
Cesare Damiano (né le 15 juin 1948 à Coni, (Piémont)) est un syndicaliste et une personnalité politique italienne, ministre du Travail du gouvernement Romano Prodi II de 2006 à 2008.